# 角野友紀
角野 友紀（かどの ゆき、1986年10月23日 - ）は、日本のフリーアナウンサー。元朝日放送（現在の朝日放送テレビ）アナウンサー。夫は福岡ソフトバンクホークス一軍投手コーチの中田賢一。身長は160cm。

## 来歴・人物
愛知県名古屋市出身。愛知淑徳高等学校を経て名古屋市立大学卒業。大学時代の2007年には、「準ミスせともの」に選出された経験がある。大学時代に、中日ドラゴンズに在籍していた現在の夫の中田賢一と知り合う。
大学卒業後の2010年に、アナウンサーとして大阪の朝日放送へ入社。同期入社のアナウンサーは塚本麻里衣。同年7月7日のラジオニュースでデビューした。
特技は、百人一首、趣味は、料理、スポーツ観戦、ゴルフ、尊敬する人は、祖父、両親、好きな言葉は「笑う門には福来る」である。
2010年9月より2011年3月まで、テレビ番組『NEWSゆう+』の天気予報コーナーを、塚本と交代で担当。角野にとって初めてのレギュラー番組になった。
野球については、実技経験がないにもかかわらず、家族の影響で学生時代から試合のスコアを付けられるとのこと。2011年1月29日からは、堀友理子の後任として、テレビ番組『虎バン』の4代目女性ナビゲーターに就任した。
2011年のプロ野球シーズンからは、堀の後任で、阪神タイガースホームゲームのテレビ中継『スーパーベースボール』の阪神側ベンチリポーターも担当。同番組の中継でリポーターを担当した同年4月20日の阪神タイガース対読売ジャイアンツ戦（阪神甲子園球場のナイトゲーム）では、『虎バン』のPRを兼ねて、人生初の始球式も経験。ストライクゾーンを大きく外しながらも、ノーバウンド投球を成功させた。
また、2012年6月からは、武田和歌子、桂紗綾とともに「ABC女子アナゴルフ部」を結成。朝日放送が毎年中継を担当するABCチャンピオンシップゴルフトーナメントのPRを兼ねて、朝日放送公式サイト内の特設ページ や、YouTubeの同局公式チャンネル を中心に活動していた。
2013年4月からは、加藤明子の産前産後休業入りを機に、『パネルクイズ アタック25』のアシスタント兼出題担当者や、『雨上がりのやまとナゼ?しこ』のアシスタントを加藤から引き継いだ。さらに同年には、『速報!甲子園への道』全国ネットパートのメインキャスターの一人として起用されるなど、全国ネット番組へ相次いで出演。9月23日に放送の「『Qさま!!』プレッシャーSTUDY『東京インテリ軍vs大阪インテリ軍　徹底比較!徹底対決!スペシャル』」（テレビ朝日制作全国ネットの特別番組）には、『アタック25』で当時司会を務めていた浦川泰幸とともに、「大阪インテリ軍」のメンバーとして初登場を果たした。
2014年12月5日に、大学時代から交際していた福岡ソフトバンクホークスの中田賢一（同年に中日から移籍）と結婚。同月23日放送分の『雨上がりのやまとナゼ?しこ』で、その旨を明らかにした。また、2015年3月末日で朝日放送を退社するとともに、福岡へ移住することを発表。同日までに、全ての番組を降板した。
2015年4月1日付で、ワタナベエンターテインメント九州事業本部に所属。同日より『エンタメバラエティ THE☆ヒット情報』（RKBラジオ）水曜日へのレギュラー出演を開始するなど、福岡を拠点にフリーアナウンサーとして活動している。同年12月5日には、福岡市内のホテルで、中田との結婚披露宴を開いた。2017年9月5日に第一子（長男）を出産。奇しくも、夫の中田は、2019年のシーズン終了後にソフトバンクから阪神へ移籍したため、自身もフリーアナとしての活動拠点を関西に移すことも想定されたが、2020年5月時点で、引き続きワタナベエンターテインメント九州事業本部に所属しており、MCをしている『Fan!Fun!スポーツ』のポスター撮影 を2月 - 3月ごろに行っていることから、活動拠点は移さず、夫が関西に単身赴任する形となった。その後夫も、2021年のシーズン限りで現役を引退して、古巣のソフトバンクのコーチに就任したことにより、福岡に拠点を戻している。

## 出演番組
☆印は現在出演（担当）中。

### フリーアナウンサーとして

#### テレビ
- アサデス。KBC（KBCテレビ） - ニュース担当
- 今日感テレビ（RKBテレビ）
- おっほ〜ゴッホみたいに言うな!!〜（TVQ、2015年10月 - 2018年3月）
- Fan!Fun!スポーツ→ファンスポ（TVQ、2018年4月 - ） - アシスタント☆
- 土曜ニュースファイルCUBE（TNC）
- めんたいワイド（FBS）
- ももち浜ストア（TNC）
- クイズ福岡72市区町村 ここはどこ？（TVQ） - アシスタント☆
  - 2020年度（2020年9月19日）
  - 2021年度（2021年9月25日）
  - 2022年度（2022年3月26日）
  - 2023年度（2023年4月1日）
- グルメドラフトシリーズ（TVQ） - アシスタント☆
  - 2020 福岡最強のカレーベスト5（2020年1月4日）
  - 2020 福岡最強の鍋ベスト5（2020年12月27日）
  - 2021 福岡最強のパンベスト5（2021年12月26日）
  - 2022 福岡のラーメンベスト5（2022年12月29日）
- ジモトに乾杯！居酒屋 ゴリけん（ジェイコム九州、2022年9月 - ） - 二代目看板娘☆

#### ラジオ
- エンタメバラエティ THE☆ヒット情報（RKBラジオ）
- ミミトモ（RKBラジオ）

### 朝日放送アナウンサー時代

#### テレビ
- NEWSゆう+（2010年9月 - 2011年3月）※月・火曜気象キャスター
- 速報!甲子園への道（2010年度・2013年度）
  - 2010年度には関西ローカルパートにのみ出演。2013年度には、竹内由恵、森葉子、斎藤真美と交互に、全国ネットパートのメインキャスターを担当。
- 虎バン（2011年1月29日 - 2014年12月20日、4代目女性ナビゲーター）
- スーパーベースボール（2011年度 - 2014年度、阪神甲子園球場・京セラドーム大阪からの阪神戦中継ベンチリポーター）
- サンテレビボックス席（サンテレビ、朝日放送制作のリレー中継、同上）
- 全国高校野球選手権大会中継（2010年 - 2014年度、スタンドリポーター兼甲子園スタジオキャスター）
- おはよう朝日です（2011年4月7日 - 2015年3月）
  - 当初はリポーターとして出演。2013年4月1日から、月・火曜日に「人気mono サキヨミEnter!」のキャスターと「スポーツ&スポーツ」「芸能Now!」のナレーターを担当。
- キャスト
  - サブキャスターである塚本の代役や、阪神戦中継のリポーターとして不定期で出演。
- 至福のとき～プレミアムマルシェ～（2013年4月5日 - 2015年3月、金曜20:54 - 21:00、イントロダクター）
- 『Qさま!!』プレッシャーSTUDY「東京インテリ軍vs大阪インテリ軍スペシャル」（テレビ朝日制作・全国ネットの特別番組、2013年9月23日 - ）　※「大阪インテリ軍」のメンバーとして出演
- ABC NEWS（不定期）
- 雨上がりのやまとナゼ?しこ（2013年4月2日 - 2015年3月、アシスタント）
- ABC創立60周年記念特別番組　スポーツのキセキは、いつまでも（2011年12月30日） ※『虎バン』で共演していた清水次郎とともに司会を担当
- ABCお笑いグランプリ　※2012年1月29日放送の第1回大会でリポーターを担当
- 天真爛漫☆セキララ子〜恋敗女子のための幸せ応援バラエティ〜（ナレーター）
- 東西芸人いきなり!2人旅（ナレーター）
- パネルクイズ アタック25（2013年4月7日 - 2015年3月29日、アシスタント兼出題役）

#### ラジオ
- スポぴたプラス!（2011年3月28日）
- ドッキリ!ハッキリ!三代澤康司です（2011年3月10日）※リポーターとして出演
- ABCフレッシュアップベースボール　矢野燿大のどーんと来い!!（2011年9月 -、女性パートナー）
- ABCニュース（不定期）